# Hethum I
Hethum I (armeni: Հեթում Ա) (vers 1200-1270) fou fill de Constantí de Barberon, de la dinastia hethumiana originada a Lampron, i d'Alícia o Alix de Lampron. Fou rei del Regne Armeni de Cilícia pel seu matrimoni amb la reina Isabel

## Biografia
El 14 de juny del 1226 el seu pare, que era regent d'Armènia Menor, el va casar amb la jove reina Isabel que tenia uns 15 anys. La noia estava molt enamorada del seu primer marit Felip d'Antioquia i no es volia casar però hi fou obligada per raons d'estat, i de fet, mercès a les bones qualitats d'Hethum, el matrimoni va anar força bé. Van tenir sis fills: Lleó (futur Lleó III d'Armènia Menor), Toros (mort el 1266 en la guerra contra els mamelucs), Sibil·la (casada amb Bohemon VI d'Antioquia, morta el 1290), Eufèmia (casada amb Julià Grenier, comte de Sidó, morta el 1309, Rita d'Armènia (casada amb Miquel IX Paleòleg), i Maria d'Armènia (casada amb Guiu d'Ibelin).
El 1242 el nou governador mongol de Pèrsia, el general Baidju, va atacar el Soldanat de Rum on regnava Kaykhusraw II, assaltant i saquejant Erzurum i després derrotant l'exèrcit seljúcida dirigit pel mateix soldà a Kozadagh prop d'Erzindjan (26 de juny del 1243); després d'aquesta victòria el general mongol va entrar a Sivas, que per haver-se rendit a temps només fou saquejada però no destruïda. Tokat i Qaisariya, que van voler resistir, foren saquejades i parcialment destruïdes. KayKhusraw va implorar la pau i la va obtenir a canvi de declarar-se vassall del gran kan. Ara els mongols eren veïns de l'Imperi Romà d'Orient. Llavors el rei Hethum va tenir l'habilitat de posar-se voluntàriament sota sobirania del gran kan per protegir el seu regne dels seljúcides i dels mamelucs (1244).
El 1247 va enviar a Mongòlia com a ambaixador el seu germà Sembad, camarlenc del regne i hereu de la senyoria de Còricos. Va arribar a la cort de Guyuk després de la seva elecció (que va ser l'estiu del 1246), el 1247, i hi va restar fins al 1250. Simbaci va ser qui, entre els enviats occidentals, millor va comprendre els beneficis de l'aliança mongola. Guyuk li va donar un diploma assegurant al rei d'Armènia Menor la seva protecció i la seva amistat. En una carta escrita per Simbaci quan era a Samarcanda (7 de febrer del 1248) al seu cunyat Enric I de Xipre, explicà la importància de l'element nestorià a la cort.
La reina Isabel va morir vers el 1252 i la corona va passar nominalment al fill d'ambdós Lleó III d'Armènia Menor, però Hethum va seguir portant les regnes, atès que el fill era encara jove (va néixer vers el 1227 o una mica més tard).
El 1253 va decidir fer un viatge a Mongòlia ell mateix i va sortir cap a la cort del gran kan en un llarg viatge de dos anys narrat per Kirakos Gandzaketsi. A Kars es va entrevistar amb el general Baidju, governador i cap de l'exèrcit mongol de Pèrsia i del Caucas (1253) i després va travessar el pas de Derbend, i va arribar al campament de Batu Khan al baix Volga. En el seu viatge es va travessar (1254) amb Guillaume de Rubrouck que tornava. El 13 de setembre del 1254 Hethum fou rebut pel gran kan Mongke a Karakorum, a qui va reconèixer com a sobirà seu i el gran kan va declarar que posava el Regne d'Armènia Menor i la seva església sota la seva protecció i li va entregar un yarligh o diploma d'investidura i de protecció. El monjo i historiador armeni Haithon o Hayton a "Flor des estories d'Orient" diu que Mongka va assegurar a Hethum I que un exèrcit dirigit pel seu germà Hulagu atacaria Bagdad per destruir el califat i que retornaria Terra Santa als cristians però ben segur no era en favor d'una religió i contra una altra, sinó per motius polítics, si és que la promesa realment va existir, cosa que sembla raonable, ja que almenys parcialment aquestes coses es van realitzar. Hethum va sortir de la cort mongola per la ruta ordinària: Bechbaligh, Almaligh, Amu Darya i Pèrsia. Va retornar a Cilícia el juliol del 1255.
El 1258 Hulagu, germà petit de Mongke, fou encarregat de fer aquesta guerra, va prendre Bagdad i va liquidar el Califat Abbàssida. Després va entrar a Síria i la va arrabassar als aiúbides ocupant Alep (gener del 1260) i Damasc (abril del 1260). Tant l'exèrcit armeni com el del seu gendre Bohemon VI d'Antioquia, van participar en la campanya al costat dels mongols. El general mongol Kitbuga era cristià nestorià i va permetre als armenis de transformar algunes mesquites de Damasc en esglésies.
Però molt poc després els mamelucs van derrotar els mongols en la batalla d'Ayn Djalut a Galilea, i els mongols van haver d'evacuar Síria (setembre del 1260) deixant exposat el regne armeni. Hethum llavors va organitzar un bloqueig cristià del Delta del Nil, però el soldà Bàybars I va respondre amb un atac directe contra Armènia.
L'exèrcit armeni fou derrotat en la batalla de Darbesac (o Trapessac), a prop d'Alexandreta el 24 d'agost del 1266, i els mamelucs van entrar a Cilícia sense oposició, saquejant les viles de la plana com Mamistra, Adana, Tars, Ajas, i fins i tot Sis. El príncep hereu, Lleó, fou fet presoner i l'altre fill, Toros, va morir a la lluita. A canvi de la seva llibertat va haver de cedir als egipcis les ciutats frontereres de la regió de Darbesac i Alexandreta i alguns colls de l'Antitaure que eren la clau de l'accés al país (1268).
El 1269 va abdicar i es va fer monjo i el va succeir el seu fill Lleó. Va morir el 1270.